# Pete Daily
Thaman Pierce „Pete“ Daily (* 5. Mai 1911 in Portland, Indiana; † 23. August 1986 in Los Angeles, Kalifornien) war ein US-amerikanischer Jazzmusiker (Kornett, Ventilposaune) des Traditional Jazz (Dixieland) und Swing.
Daily lernte zuerst Baritonhorn und Tuba und wechselte dann zum Kornett. Ab Anfang der 1930er Jahre spielte er in Chicago u. a. mit Bud Freeman, Frank Melrose, Art Van Damme, Boyce Brown. 1930 nahm er mit „Jack Davies and his Kentuckians“ auf, bei denen er Bass-Saxophon und Kornett spielte. 1942 zog er an die Westküste, wo er mit Mike Riley und in der Bigband von Ozzie Nelson spielte. Nach einem Jahr in der Handelsmarine und Wehrdienst im Zweiten Weltkrieg gründete er Ende 1945 eine eigene Band „Pete Daily and his Chicagoans“, mit der er aufnahm (bei Jump, Capitol („Peggy O’Neil“), keine Aufnahmen nach 1954) und in den 1950er Jahren in verschiedenen Nachtclubs in Hollywood längere Engagements hatte (wie im Sardis, The Royal Room, Hangover oder im  Beverly Caverns). In seiner Band waren Rosy McHargue (Klarinette, C-Melody Saxophon), Bud Wilson, Joe Rushton, Don Owens und Red Cooper. Daily ging in den 1960er Jahren zeitweise in seine Heimat Indiana, wo er lernte auf der Ventilposaune zu spielen und in der Band von Smoky Stover spielte. Er war aktiv bis in die 1970er Jahre. 1979 zwang ihn ein Schlaganfall in den Ruhestand zu treten.
Er war verheiratet und hatte sechs Kinder.
Seine Band ist auch in dem Film „Meet the Dixieland Bands“ zu sehen (mit der Firehouse Five plus Two und Red Nichols).

## Diskografie
Als Leader:
- Pete Daily and his Chicagoans
- Dixie by Daily, Capitol 1953
- Dixieland Jazz Battle, Decca 1950
- Pete Daily and his Chicagoans / Phil Napoleon and his Memphis Five, 1946
- Pete Daily's Dixieland Band, Capitol 1950
- Pete Daily, 1945

Mit anderen:
- Frank Bull and Gene Norman present Dixieland Jubilee, Live aus dem Shrine Auditorium, Los Angeles 1949, Dixieland Jubilee